# ورم الغدة الدرقية
ورم الغدة الدرقية هو ورم يصيب الغدة الدرقية، يمكن أن يكون ورمًا حميدًا مثل ورم الغدة الدرقية، أو يمكن أن يكون ورمًا خبيثًا مثل سرطان الغدة الدرقية، أو سرطان الغدة الدرقية الحليمي أو سرطان الغدة الدرقية الجريبي أو سرطان الغدة الدرقية النخاعي. معظم المرضى تتراوح أعمارهم بين 25 و 65 سنة عند التشخيص لأول مرة، العدد التقديري للحالات الجديدة لسرطان الغدة الدرقية في الولايات المتحدة في عام 2010 هو 44670. من بين جميع العقيدات الدرقية المكتشفة، حوالي 5 % فقط هي سرطانية، وأقل من 3 % منها يؤدي إلى الوفاة.

## العلاج
يعتمد علاج عقيدة الغدة الدرقية على العديد من الأشياء بما في ذلك حجم العقدة وعمر المريض ونوع سرطان الغدة الدرقية وما إذا كان قد انتشر إلى أنسجة أخرى في الجسم أم لا، إذا كانت العقدة حميدة، فقد يتلقى المرضى علاج هرموني، ومع ذلك إذا كانت العقدة الحميدة تمنع وظائف الحياة الطبيعية للمريض مثل التنفس أو التحدث أو البلع، قد يلزم إزالة الغدة الدرقية.
في بعض الأحيان تتم إزالة جزء فقط من الغدة الدرقية في محاولة لتجنب قصورها. ومع ذلك لا يزال هناك خطر الإصابة بقصور الغدة الدرقية، حيث قد لا تتمكن أنسجة الغدة الدرقية المتبقية من إنتاج هرمونات كافية على المدى الطويل.
إذا كانت العقدة خبيثة أو لها ميزات خلوية غير محددة، فقد تتطلب جراحة. استئصال الغدة الدرقية هو جراحة متوسطة الخطورة يمكن أن تؤدي إلى مضاعفات إذا لم يتم إجراؤها بشكل صحيح. وتعد مشاكل الصوت أو تلف الأعصاب أو العضلات أو النزيف من الأوعية الدموية المتمزقة نادرة الحدوث ولكنها قد تكون هناك مضاعفات خطيرة بعد إزالة الغدة الدرقية، ويجب تزويد المريض بهرمون بديل لبقية حياته. عادة ما يكون هذا دواء فموي يوميًا.
يستخدم اليود المشع 131 في المرضى الذين يعانون من سرطان الغدة الدرقية الحليمي أو الجرابي. يمكن استخدام التشعيع الخارجي عندما يكون السرطان غير قابل للعلاج، أو لتخفيف الألم الناتج عن النقائل العظمية.